# Harry Potter og Dødsregalierne - del 1
| Portal | Portal:Harry Potter |

Harry Potter og Dødsregalierne - del 1 er en film fra 2010, som er instrueret af David Yates. Det er den første del af to filmdele som er baseret på J.K. Rowlings roman fra 2007 af samme navn fra. Den er skrevet af Steven Kloves. Filmen udkom 19. november 2010.

## Handling
I sommeren 1997, gør Rufus Scrimgeour, den nyeste Minister for Magi, den magiske verden opmærksom på Lord Voldemorts tilbagevenden til magten og insisterer på, at Ministeriet er stærkt, og er trodsig i kølvandet af de seneste begivenheder. I mellemtiden ser Harry Potter stille til mens Dursley pakker deres bil og forlader ham tilbage i deres tomme og opgivede hus, ventende på Fønixordenen. Tilsvarende forbereder Hermione Granger sig også på rejsen og udtørrer hendes forældres hukommelse og fjerner alle spor af hendes eksistens i huset. Ron Weasley gør sig også parat, da han er set uden for Vindelhuset.
Samtidig ankommer Severus Snape til Malfoy's Herregård, hvor Lord Voldemort holder et møde for Dødsgardisterne. Snape tager plads mellem dem og informerer Voldemort om datoen på Harry Potters forflytning fra Ligustervænget 4. Mens de diskuterer deres planer, erklærer Voldemort til sine Dødsgardister, at han må være den, der dræber Harry, og at han får brug for en andens tryllestav til at gøre det. Lord Voldemort vælger Lucius Malfoy som straf for hans fiaskoer, og Lucius forpligter sig modvilligt. For at teste den nye tryllestav, leger Lord Voldemort med Charity Burbage, den tidligere Mugglerstudie-lærer på Hogwarts, som han har bundet og løftet, før han dræber hende.

Da Harry og Hagrid flyver over himlen dukker Voldemort op. Harry og Hagrid når kun lige at komme ind under besværgelsen der er over nogle at odenens huse. De rejser via en transit nøgle til vindelhuset.

Under Fleur og Bills bryllup kommer kingo sjækelbolts patronus og adveree gæsterne. Harry Ron og Hermione flyger.   
Vennerne tager til grumstedplads 12 hvorefter de tager til ministeriet får magi efter en Horkrux. De gør det i form af nogle af de ansatte. De får horkruxen, men da de vil komme væk holder en af dem fast i hermione og hun får de, væk ham, men de kan ikke vende tilbage til grumsted.    
Efter lidt tid bliver det får meget får Ron og han går væk.    
Herefter tager Harry og hermione til Godric Dalen hvor Harry finder hans forældres grav. Da de møder en slange slipper de ud, men Harrys trylestav er ødelagt.    
Senere ser harry en då, han følger efter den og ser et svær ligge på bunden af søen. Da han kommer der ned prøver horkruxen at dræbe ham, mn ron kommer ham tin undsætning og ødelægger horkruxen.    
Da de tre venner skifter sted bliver de fanget af nogle snappere, og bliver ført til malfoy herregården. Dobby kommer dem til undsætning, og han befrier alle fangerne men dør af Bellatrix.  

## Medvirkende
| Skuespiller          | Rolle                    | Bemærkninger |
| -------------------- | ------------------------ | ------------ |
| Daniel Radcliffe     | Harry Potter             |              |
| Rupert Grint         | Ron Weasley              |              |
| Emma Watson          | Hermione Granger         |              |
| Helena Bonham Carter | Bellatrix Lestrange      |              |
| Robbie Coltrane      | Rubeus Hagrid            |              |
| Warwick Davis        | Griphook/Filius Flitwick |              |
| Tom Felton           | Draco Malfoy             |              |
| Ralph Fiennes        | Lord Voldemort           |              |
| Michael Gambon       | Albus Dumbledore         |              |
| Brendan Gleeson      | Alastor Dunder           |              |
| Richard Griffiths    | Vernon Dursley           |              |
| John Hurt            | Garrick Ollivander       |              |
| Rhys Ifans           | Xenophilius Lovegood     |              |
| Jason Isaacs         | Lucius Malfoy            |              |
| Bill Nighy           | Rufus Scrimgeour         |              |
| Alan Rickman         | Severus Snape            |              |
| Fiona Shaw           | Petunia Dursley          |              |
| Timothy Spall        | Peter Pettigrew          |              |
| Imelda Staunton      | Dolores Umbridge         |              |
| David Thewlis        | Remus Lupin              |              |
| Julie Walters        | Molly Weasley            |              |

## Modtagelse
Med 536.068 solgte billetter blev Harry Potter og Dødsregalierne – del 1 en af de mest populære biograffilm i Danmark i 2010.